# Medusa bombeta
La medusa bombeta (Mnemiopsis leidyi), és una espècie de ctenòfor tentaculat nativa de les aigües costaneres de l'oest de l'Oceà Atlàntic, però s'ha establert com a espècie invasora a les regions europees i d'Àsia occidental. Si bé s'han proposat tres espècies del gènere Mnemiopsis, en l'actualitat la majoria dels zoòlegs creuen que són diferents formes ecològiques d'una mateixa espècie, M. leidyi.
És considerada una de les cent espècies exòtiques invasores més nocives del món.

## Descripció i ecologia
Té un cos lobulat de manera ovalada i transparent, amb quatre fileres de pintes ciliades que estan situats en forma vertical en el seu cos i que, en ser molestats, brillen amb un color verd blavós. Els exemplars tenen diversos tentacles que utilitzen per a alimentar-se. A diferència dels cnidaris, no piquen. El cos dels individus consisteix en un 97% d'aigua. Són organismes petits, el cos dels quals mesura entre 7 a 12 cm de llarg i té un diàmetre de 2.5 cm.
Aquesta espècie és eurioecia, és a dir, tolera un ampli rang de condicions ambientals: salinitat (2 a 38 psu), temperatura de 2 a 32 °C, i diferent qualitats d'aigües.
L'espècie és carnívora i consumeix zooplàncton, inclosos crustacis, meduses i ous i larves de peix; a vegades se l'ha vist consumir petits individus de la seva pròpia espècie. Té diversos depredadors: molts són vertebrats, incloses espècies d'ocells i peixos. Alguns depredadors són altres membres del zooplancton gelatinós com ara ctenòfors Beroe i diversos escifozous (meduses).
Aquesta medusa de pinta té la capacitat de autofecundar-se, ja que són hermafrodites. Tenen gònades que contenen raïms d'ovaris i grups de espermatòfors en el seu gastrodermis. Aquest animal porta 150 ous en cada canal meridional. Els ous i els espermatozoides s'alliberen en la columna d'aigua on té lloc la fertilització externa. La fresa comença a última hora de la tarda o a la 1.00 o 2.00 a. m. Els ous de fresada desenvolupen una capa externa gruixada dins d'un minut després de tocar l'aigua de mar. Es poden produir fins a 10,000 ous a partir d'espècimens grans en àrees amb bona abundància de preses. La producció d'ous pot començar quan els animals aconsegueixen uns 15 mm de longitud. La producció d'ous augmenta amb la grandària del ctenòfor, i no és clar quan ocorre la senescència.
Té un anus transitori, la qual cosa significa que el seu anus apareix només quan necessita defecar i desapareix després de l'acte. No hi ha una connexió permanent entre l'intestí i la part posterior del cos. En canvi, a mesura que s'acumulen deixalles, part de l'intestí comença a inflar-se fins tocar la capa externa o epidermis. L'intestí es fusiona amb l'epidermis, formant una obertura anal. Una vegada que es completa l'excreció, el procés s'inverteix i l'anus desapareix. Els animals defequen a intervals regulars: una vegada per hora en els adults de 5 centímetres de llarg, i una vegada cada 10 minuts més o menys en les larves.
L'espècie es desplaça molt lentament.

## Espècie invasora

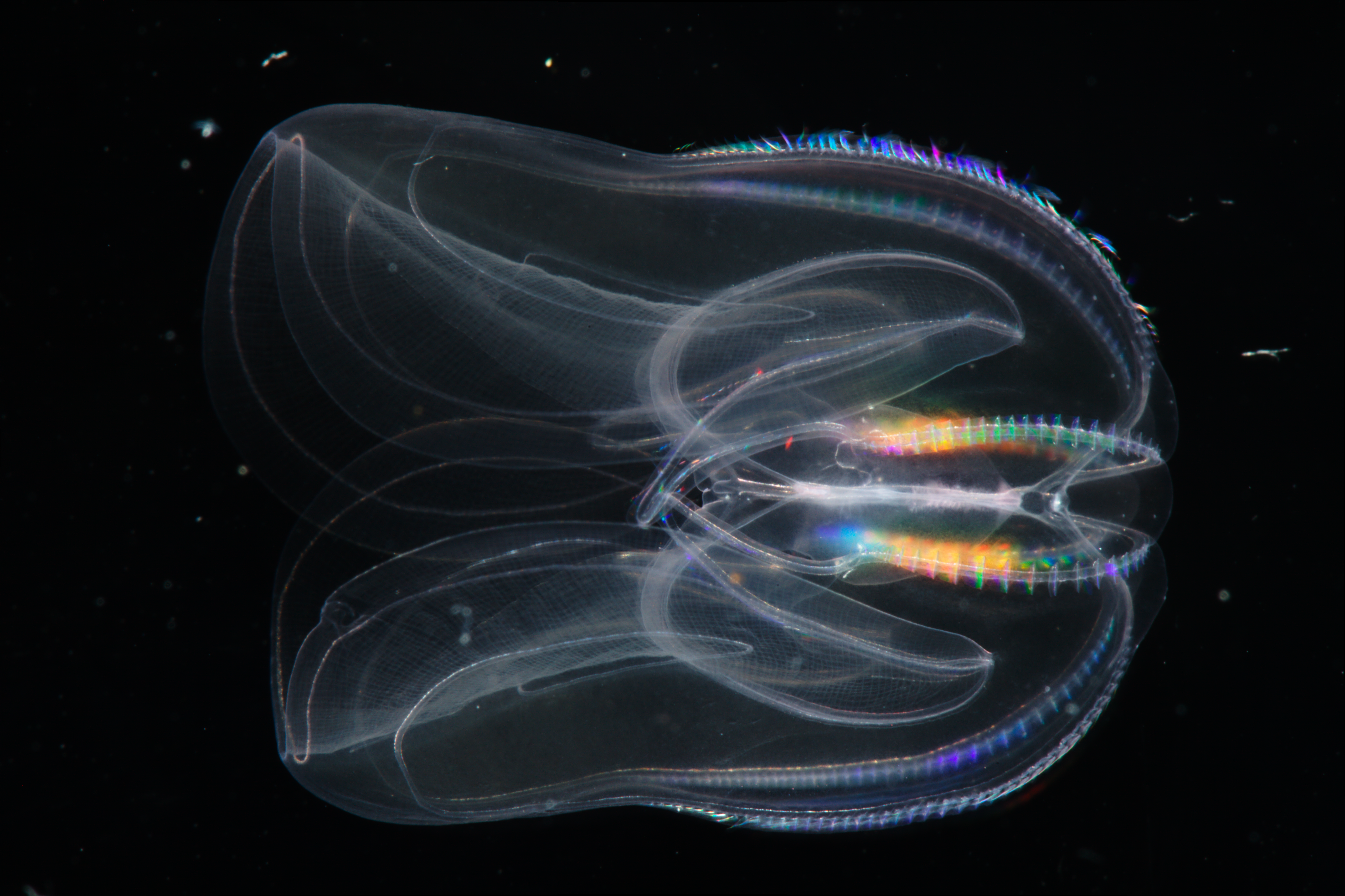
Mnemiopsis leidyi

### Dècada de 1980 – Mar Negre
En la dècada de 1980 Mnemiopsis leidyi va arribar a la mar Negra, on només existia una sola espècie de medusa amb pinta, el petit sea gooseberry Pleurobrachia pileus. És molt probable que s'hagi introduït accidentalment juntament amb l'aigua de llast dels vaixells mercants. El primer registre de la seva presència al mar Negre data de 1982.
Cap a 1989, la població en la Mar Negra va aconseguir el seu màxim, amb uns 400 espècimens per m³ d'aigua. Posteriorment, la reducció dels aliments disponibles va fer que baixés la densitat de població que podia suportar l'aigua, i la població va disminuir una mica.
A la Mar Negra, M. leidyi s'alimenta d'ous i larves de peixos pelàgics i ha causat una caiguda dramàtica en les poblacions de peixos, notablement la de l'aladroc, en competir per les mateixes fonts d'aliment i menjar els joves i ous. S'ha intentat amb tècniques de control biològic utilitzant Beroe ovata, una altra medusa de pinta, amb un grau d'èxit relatiu; semblaria haver-se arribat a una situació d'equilibri entre presa i depredador.